# Globaliseringsrådet
Globaliseringsrådet var 2007–2009 ett kansli inom utbildningsdepartementet som hade till uppgift att lägga fram en strategi för hur Sverige skall möta globaliseringens utmaningar och tillvarata globaliseringens möjligheter. Den hade till uppgift att föra debatt och upplysa om globaliseringen.

## Tillkomsthistoria
Kritiskt inställda till den socialdemokratiska regeringens globaliseringsstrategi ansåg den borgerliga valalliansen i riksdagsvalet att en organisation skulle läggas fram för att lägga fram en strategi för att hantera globaliseringen samt dess möjligheter och risker. I ett pressmeddelande från den dåvarande utbildningsministern Lars Leijonborg den 30 november 2006 meddelades att ett globaliseringsråd skulle inrättas som skulle hantera globaliseringsfrågor .
Första mötet var under våren 2007.

## Underlagsrapporter
Rådet publicerade 35 underlagsrapporter. Den första, Världens välfärd: Fyra decennier som förändrade världen, skrevs av Johan Norberg och gav en historisk bakgrund till globaliseringen. En annan uppmärksammad rapport skrevs av invandringsförespråkaren Philippe Legrain.
I maj 2009 presenterade rådet sin slutrapport. Rådets kansli under ledning av huvudsekreteraren Pontus Braunerhjelm skrev en egen slutrapport som presenterades på DN Debatt.

## Personer
Statsrådet Lars Leijonborg var ordförande i globaliseringsrådet, både under tiden som utbildningsminister samt som forsknings- och högskoleminister (vetenskapsminister). Leijonborg hade redan tidigare varit engagerad i globaliseringsfrågor och bland annat skrivit en bok om sina resor till de snabbväxande länderna Indien och Kina.
Professor Pontus Braunerhjelm från Kungliga Tekniska Högskolan var kanslichef och huvudsekreterare i Globaliseringsrådet.
Rådet hade medlemmar från regeringen, arbetsmarknadens parter, näringslivet, medierna och forskarsamhället. Ledamöterna, utöver ordföranden, var:
- Kristina Alsér, Mercatus Engineering AB, landshövding i Kronobergs län
- Hans Bergström, kolumnist, docent i statsvetenskap
- Carl Bildt, utrikesminister
- Urban Bäckström, VD för Svenskt Näringsliv
- Lars Calmfors, professor i internationell ekonomi
- Per Carstedt, koncernchef SEKAB-gruppen
- Dilsa Demirbag-Sten, journalist, författare
- Anna Ekström, ordförande i SACO
- Lars Leijonborg, högskole- och forskningsminister
- Sven Otto Littorin, arbetsmarknadsminister
- Wanja Lundby-Wedin, ordförande i LO
- Karin Markides, rektor vid Chalmers tekniska högskola
- Elisabeth Nilsson, VD för Jernkontoret
- Aina Nilsson Ström, designchef i AB Volvo
- Sture Nordh, ordförande i TCO
- Mats Odell, kommun- och finansmarknadsminister
- Maud Olofsson, näringsminister, vice statsminister
- Carl-Henric Svanberg, VD för Ericsson
- Lena Treschow Torell, VD för IVA
- Harriet Wallberg-Henriksson, rektor vid Karolinska Institutet
- Marcus Wallenberg, ordförande i Internationella Handelskammaren (ICC)
- Olle Wästberg, GD i Svenska Institutet